# Sponton

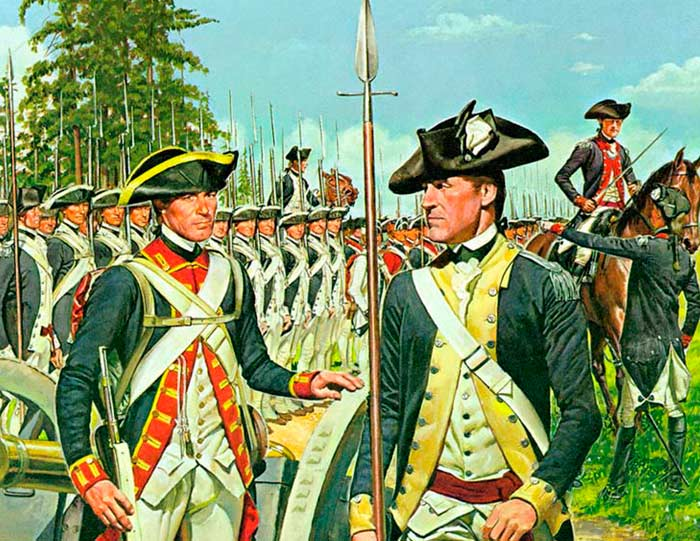
Officeren mitt i bilden är en löjtnant i kontinentalarmén under det amerikanska frihetskriget vilken bär en sponton.

Sponton, även handpik eller halvpik, var ett förr använt stångvapen för infanteriet eller flottan i form av en kortare pik (en "halvpik"), en senare variant av bardisanen, som var cirka två meter lång, med bladformad stålspets. Spontonen var under 1600- och 1700-talen ett befäls- och värdighetstecken för infanteriofficerare.

## Sverige
År 1698 fastställdes det att alla officerare skulle ha halvpikar, 5 aln långa och av samma modell med bruna skaft. Spontonen slutade att användas 1791.